# Arethusana addenda
Arethusana addenda är en fjärilsart som beskrevs av Hermann Stauder 1922. Arethusana addenda ingår i släktet Arethusana och familjen praktfjärilar. Inga underarter finns listade i Catalogue of Life.